# Екатеринбург (городской округ)
Муниципальное образование город Екатеринбу́рг — муниципальное образование со статусом городского округа в Свердловской области, второе по численности населения муниципальное образование в России (после Новосибирска).
Площадь территории составляет 1147 км². Население — 1 592 493 чел. (2025), из них 97.22 % живут в городе Екатеринбурге.
Административный центр городского округа — город Екатеринбург, в котором находятся исполнительный и представительный органы власти данного муниципального образования.
В рамках административно-территориального устройства области, МО город Екатеринбург находится в границах административно-территориальной единицы города Екатеринбурга.

## Границы
Муниципальное образование «город Екатеринбург» граничит:
- на западе с муниципальным округом Первоуральск;
- на севере с городским округом Верхняя Пышма и муниципальным округом Среднеуральск;
- на северо-востоке с Берёзовским муниципальным округом;
- на востоке с Белоярским муниципальным округом;
- на юго-востоке с Арамильским городским округом;
- на юге и юго-востоке с Сысертским муниципальным округом;
- на юге с Полевским муниципальным округом;
- на юго-западе с муниципальными округами Дегтярск и Ревда.

## История
К 1996 году было организовано муниципальное образование город Екатеринбург.
Впервые граница муниципального образования была установлена законом от 26 июня 1997 года по существовавшей на то время административно-территориальной границе города Екатеринбурга. Материалы для корректировки и уточнений границы муниципального образования были поданы на утверждение в правительство Свердловской области 30 мая 1996 года.
Нынешние границы муниципального образования были установлены законом от 12 октября 2004 года на основании принятого в 2003 году 131-го Федерального Закона «Об общих принципах организации местного самоуправления в Российской Федерации», по которому предписывалось до 1 января 2005 года установить границы вновь образованных на территории России муниципальных образований в соответствии с новыми требованиями и наделить соответствующие муниципальные образования статусом городского, сельского поселения, муниципального района, либо городского округа. 31 декабря 2004 года муниципальное образование было наделено статусом городского округа.
С июня 2024 года полное официальное наименование городской округ муниципальное образование город Екатеринбург.

## Население
| 2002       | 2009       | 2010       | 2011       | 2012       | 2013       | 2014       |
| ---------- | ---------- | ---------- | ---------- | ---------- | ---------- | ---------- |
| 1 340 465  | ↗1 363 838 | ↗1 383 179 | ↗1 386 242 | ↗1 411 137 | ↗1 429 433 | ↗1 445 662 |
| 2015       | 2016       | 2017       | 2018       | 2019       | 2020       | 2021       |
| ↗1 461 372 | ↗1 477 737 | ↗1 488 406 | ↗1 501 652 | ↗1 515 832 | ↗1 526 384 | ↗1 588 665 |
| 2023       | 2024       | 2025       |            |            |            |            |
| ↘1 583 307 | ↘1 580 109 | ↗1 592 493 |            |            |            |            |

Знаменитые уроженцы:
- Сергей Светлаков - шоумен, телеведущий, актер, продюсер, сценарист
- Александр Масляков - телеведущий, телепродюсер
- Семен Альтов - писатель-юморист
- Алексей Балабанов - кинорежиссер, продюсер, сценарист
- Юрий Лоза - певец, композитор
- Александр Малинин - певец
- Игорь Алтушкин - предприниматель, основатель и председатель совета директоров «Русской медной компании»[29]
- Александр Демьяненко - актер театра и кино

## Населённые пункты
В Екатеринбург как административно-территориальную единицу и городской округ входят 19 населённых пунктов (собственно город и 18 сельских). В рамках административно-территориального устройства в городе выделяются 8 внутригородских районов, администрациям которых и подчинены все эти сельские населённые пункты.
| №  | Населённый пункт    | Тип               | Население  | Внутригородской район |
| -- | ------------------- | ----------------- | ---------- | --------------------- |
| 1  | Березит             | посёлок           | ↗154       | Орджоникидзевский     |
| 2  | Верхнемакарово      | село              | ↗463       | Чкаловский            |
| 3  | Горный Щит          | село              | ↘5726      | Чкаловский            |
| 4  | Екатеринбург        | город, адм. центр | ↗1 548 187 |                       |
| 5  | Зелёный Бор         | посёлок           | ↘157       | Чкаловский            |
| 6  | Исток               | посёлок           | ↗6358      | Октябрьский           |
| 7  | Медный              | посёлок           | ↗719       | Верх-Исетский         |
| 8  | Мичуринский         | посёлок           | ↗8394      | Академический         |
| 9  | Московский          | посёлок           | ↘289       | Академический         |
| 10 | Палкинский Торфяник | посёлок           | ↗385       | Верх-Исетский         |
| 11 | Полеводство         | посёлок           | ↗1230      | Чкаловский            |
| 12 | Садовый             | посёлок           | ↗3361      | Орджоникидзевский     |
| 13 | Северка             | посёлок           | ↘2917      | Железнодорожный       |
| 14 | Совхозный           | посёлок           | ↗7101      | Чкаловский            |
| 15 | Сысерть             | посёлок           | ↘725       | Чкаловский            |
| 16 | Чусовское Озеро     | посёлок           | ↘616       | Верх-Исетский         |
| 17 | Шабровский          | посёлок           | ↘4251      | Чкаловский            |
| 18 | Широкая Речка       | посёлок           | ↗360       | Чкаловский            |
| 19 | Шувакиш             | посёлок           | ↗1083      | Железнодорожный       |

Посёлок Совхозный решением Екатеринбургской городской Думы от 27 мая 2003 года № 39/2 был передан в подчинение Ленинского района. Тем не менее, в последнем реестре административно-территориального устройства, действовавшем до 1 октября 2017 года, и до 2020 года в ОКАТО посёлок числился в составе Совхозного сельсовета Чкаловского района. Законом Свердловской области от 13 апреля 2017 года с 1 октября 2017 года Совхозный был передан в подчинение Ленинского района.
Рабочие посёлки Шабровский и Северка были преобразованы в 2004 году в сельские населённые пункты.

### Упразднённые населённые пункты
14 октября 1993 года в ходе реформы представительных органов власти и органов местного самоуправления полномочия районных, поселковых и сельских Советов города Екатеринбурга были прекращены и переданы районным администрациям.
В сентябре 2005 года после утверждения результатов сбора подписей в областную думу был направлен законопроект об упразднении оставшихся 29 посёлков в составе муниципального образования, однако в мае 2006 года законопроект был отозван.
16 апреля 2007 года в ходе корректировки восточной части черты города в состав Екатеринбурга были переданы природный парк «Малый Исток», а также земли предприятия ОПХ «Исток» общей площадью 3034 га. Из них 855 га земель Шиловского лесничества и 317 га земель предприятия УралНИИсхоз.
В марте 2011 года в состав Екатеринбурга было решено передать участок 66:41:0000000:1131 для строительства технопарка «Университетский» и кампуса УрФУ. Впоследствии участок был снят с учёта. Участок получил новый номер и после изменения типа использования вошёл в состав города.
11 февраля 2016 посёлки Глубокое, Мостовка, Семь Ключей (бывшего Кольцовского поссовета, в подчинении администрации Октябрьского района), Гора Хрустальная, Лиственный, Перегон, Светлая Речка (в подчинении администрации Верх-Исетского района), Козловский, Ягодный (в подчинении Садового сельсовета Орджоникидзевского района), Приисковый (в подчинении администрации Чкаловского района) и Хутор (Совхозного сельсовета Чкаловского района) и были упразднены как населённые пункты и включены в состав города Екатеринбурга.

## Органы власти
Управление муниципальным образованием осуществляется в соответствии с Уставом города Екатеринбург. Высшим должностным лицом муниципального образования является глава Екатеринбурга. Глава Екатеринбурга избирается городской Думой сроком на пять лет из числа кандидатов, представленных конкурсной комиссией по результатам конкурса, и возглавляет Администрацию города Екатеринбурга.
С 25 сентября 2018 года главой МО город Екатеринбург (главой Екатеринбурга) является Александр Высокинский.
Городская Дума является представительным органом муниципального образования. Срок полномочий городской Думы — 5 лет. Председатель Екатеринбургской городской думы — Игорь Володин.
С июня 2015 года введена должность специального представителя Губернатора по взаимодействию с Екатеринбургской городской думой. Должность занимает Вадим Дубичев, первый заместитель руководителя аппарата губернатора — директор департамента по местному самоуправлению.